# Roberto Colombo (football)
Pour les articles homonymes, voir Roberto Colombo et Colombo.
Roberto Colombo (né le 24 août 1975 à Monza) est un footballeur italien,  évoluant au poste de gardien de but.

## Caractéristiques techniques
Gardien de but assez grand, attentif et commande tactiquement bien la défense surtout quand il doit faire une sortie. Habile dans les sorties basses et dans les sorties hautes.

## Palmarès
SSC Naples
- Coupe d'Italie
  - Vainqueur en 2012 et 2014.
- Supercoupe d'Italie
  - Vainqueur en 2014.